# チャメリア解放軍
チャメリア解放軍（アルバニア語:Ushtria Çlirimtare e Çamërisë; UÇÇ）は、ギリシャ北部・イピロス（チャメリア）地方の武装勢力である。組織はコソボ解放軍、や民族解放軍といった組織と関係があると見られている。両組織はそれぞれコソボおよびマケドニア共和国のアルバニア人による武装勢力である。
アメリカ合衆国の大統領ジョージ・W・ブッシュが2007年7月10日にアルバニアのティラナを訪れた際、アルバニア民族主義的な求めを綴ったチャメリア解放軍の代表者による手紙が渡された。チャメリア解放軍はローマおよびティラナのアメリカ合衆国大使館に手紙を送っている。
2001年、ギリシャの警察はこの組織に30人から40人のアルバニア人が属していると見られると報告した。チャメリア解放軍はアルバニア政府などからの公的な支援は受けていない。